# John Alexander (réalisateur)
Pour les articles homonymes, voir John Alexander (homonymie) et Alexander.
John Alexander est un réalisateur de télévision britannique. Ses œuvres comprennent notamment la série télévisée de 2008 Raison et Sentiments, Small Island (une dramatique de 2009 de BBC One), un épisode de la série télévisée Zen, ou encore deux épisodes de la saison 1 de Life on Mars.